# Erwitte (Adelsgeschlecht)

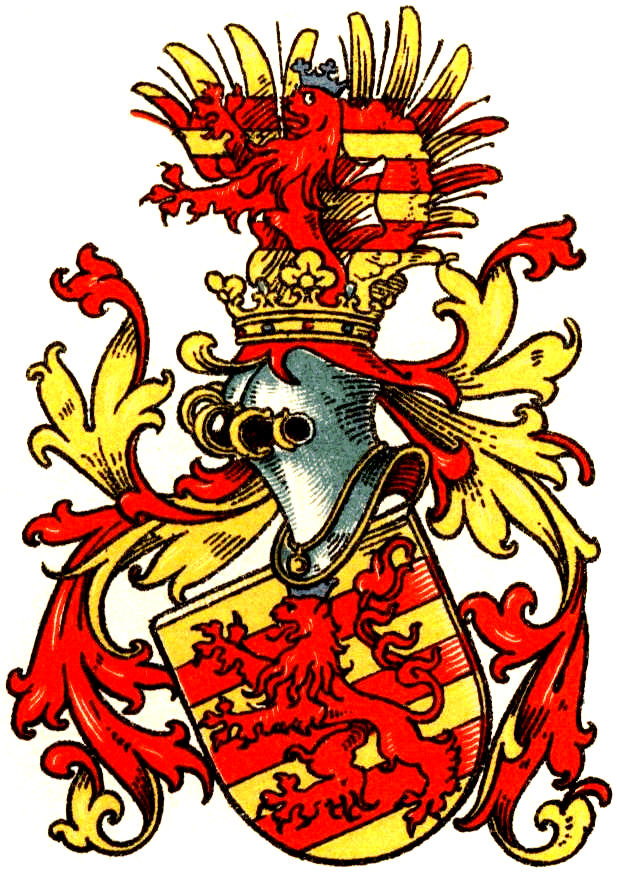
Wappen derer von Erwitte im Wappenbuch des Westfälischen Adels

Die Herren von Erwitte waren ein altes, im 17. Jahrhundert ausgestorbenes westfälisches Adelsgeschlecht. 

## Geschichte
Die ältesten Herren von Erwitte gehörten wie auch die Edelherren zur Lippe, von Itter oder von Padberg zu den Nachfahren des Grafen Haold. Aus dessen Erbe ging auch die Freigrafschaft Erwitte hervor, die den Herren von Erwitte zunächst allein gehörte. Später wurde sie mit den Herren von Störmede, später den Herren von Hörde geteilt. Der westliche Teil blieb in der Hand derer von Erwitte.
Das Stammhaus war Haus Erwitte. Dieses soll seit der Zeit von Bischof Meinwerk von Paderborn 1022 im Familienbesitz gewesen sein. Dass das Haus im Besitz der Familie war, ist für 1188 und 1309 belegt. Später musste sie aber diesen Sitz aufgeben. Haus Erwitte kam im 16. Jahrhundert in den Besitz einer der Adelsfamilien Droste, die sich seither Droste zu Erwitte nannten. Vom ursprünglichen Gebäude ist nichts erhalten. Auch weitere Besitzungen wurden im 14. Jahrhundert und später veräußert. Im Laufe der Zeit scheint die ehemals rund um Erwitte und Geseke reich begüterte edelfreie Familie in den niederen Adel abgestiegen zu sein.   
Ein erster namentlich bekannter Vertreter des Geschlechts war Eberhard von Erwitte. Dieser taucht erstmals 1178 in den Urkunden auf. Damals hatte er die Untervogtei der Grafen von Arnsberg über Soest inne. Auch sein Bruder Rudolf war 1204 Untervogt in Soest. Er hatte auch das Gut Langeneicke von den Grafen von Arnsberg zu Lehen. Ein jüngerer Eberhard erscheint zwischen 1217 und 1244 in den Urkunden. Die Vogtei über Soest war inzwischen verloren gegangen. Johann von Erwitte und seine Frau Hildegunde stifteten 1240 das Kloster Benninghausen. Sie waren zeitweise auch erbliche Vögte des Stifts Geseke. Dieses hatten sie wohl von den Grafen von Arnsberg verliehen bekommen, es handelte sich also um eine Untervogtei. Gottschalk I. hatte 1258 einen schweren Konflikt mit der Äbtissin von Geseke. Diese hatte dem Kloster Bredelar Land geschenkt. Gottschalk beanspruchte dieses für sich und nahm es gewaltsam in Besitz. In der Folge wurde er exkommuniziert. Zusammen mit seinem Sohn Rudolf III. musste er auf zahlreiche Vogteirechte verzichten. Das Freigericht unter Königsbann blieb der Familie. 
Dittmar von Erwitte war 1605 königlich dänischer Oberst und Dietrich Ottmar von Erwitte war kaiserlicher Generalmajor. Er fiel während des Dreißigjährigen Krieges in der Schlacht bei Breitenfeld. Sein Sohn Ferdinand von Erwitte war Abt des Klosters Werden. Nach dessen Tod starb das Geschlecht aus.

## Wappen
Blasonierung: In Gold ein roter goldgekrönter Löwe über drei roten Balken. Auf dem gekrönten Helm mit rot-goldenen Decken der Löwe wachsend zwischen zwei goldenen mit den Querbalken belegten Flügeln.

## Persönlichkeiten
- Ferdinand von Erwitte (1628–1706), Abt von Werden und Helmstedt
- Dietrich Ottmar von Erwitte († 1631), kurbayerischer Generalwachtmeister
- Johann von Erwitte, 1226 Marschall von Westfalen